# Władysław Popielski
Władysław Popielski (ur. 14 marca 1890, zm. 12 listopada 1943 w Warszawie) – major piechoty Wojska Polskiego.

## Życiorys
6 lutego 1919 został przyjęty do Wojska Polskiego z byłych Korpusów Wschodnich i byłej armii rosyjskiej, z zatwierdzeniem posiadanego stopnia porucznika i przydzielony z dniem 9 stycznia 1919 do Okręgu Wojskowego Łowicz. Służył w 30 Pułku Strzelców Kaniowskich. 3 maja 1922 został zweryfikowany w stopniu kapitana ze starszeństwem z 1 czerwca 1919 i 641. lokatą w korpusie oficerów piechoty. W 1923 był przydzielony z 30 pp do Komendy Miasta Warszawa. W następnym roku wrócił do macierzystego pułku. 1 grudnia 1924 został mianowany majorem ze starszeństwem z 15 sierpnia 1924 i 205. lokatą w korpusie oficerów piechoty. W maju 1925 dowodził II batalionem. Później został przeniesiony do 2 Pułku Piechoty Legionów w Pińczowie na stanowisko dowódcy II batalionu. W lipcu 1927 został przesunięty na stanowisko dowódcy I batalionu, detaszowanego w Staszowie, a w kwietniu 1928 przesunięty na stanowisko oficera sztabowego pułku. W lipcu 1929 został zwolniony z zajmowanego stanowiska i oddany do dyspozycji dowódcy Okręgu Korpusu Nr X, a z dniem 28 lutego 1930 przeniesiony w stan spoczynku.
W 1934, jako oficer stanu spoczynku pozostawał w ewidencji Powiatowej Komendy Uzupełnień Warszawa Miasto III. Posiadał przydział do Oficerskiej Kadry Okręgowej Nr I. Był wówczas „przewidziany do użycia w czasie wojny”.
5 listopada 1943 został zatrzymany jako zakładnik i osadzony na Pawiaku, a 12 listopada tego roku rozstrzelany w ruinach getta warszawskiego.

## Ordery i odznaczenia
- Krzyż Walecznych dwukrotnie
- Krzyż Oficerski Orderu Korony Rumunii[16]